# Pico Villuercas
El Risco de la Villuerca, también conocido como Pico de la Villuerca o Pico Villuercas se encuentra en la localidad española de Navezuelas (Cáceres) y no en Guadalupe como se cree; es la mayor cima accesible por carretera de Extremadura, así como la mayor elevación de los Montes de Toledo, con unos 1601 metros. En la cima hay una base militar ya abandonada y un helipuerto.
Se encuentra situado en plena sierra de las Villuercas, última estribación de los Montes de Toledo en el este de la provincia de Cáceres, siendo también es la cumbre más elevada de ésta. 
El camino de subida a la cima es irregular, a pesar de estar asfaltado, siendo mayormente visitado por turistas, senderistas, ciclistas y astrónomos aficionados.
El Pico Villuercas es el punto más alto de la cuenca del río Guadiana.

## Etapa de la Vuelta a España
El Pico Villuercas fue el final de la 14.ª etapa de la Vuelta a España 2021. El recorrido comenzó en la localidad de Don Benito y realizó el ascenso a este pico desde la localidad histórica de Guadalupe. Cubrió un final de etapa con puerto de primera categoría con una subida hasta los 1.570 metros de altitud.
Igualmente, el Pico Villuercas fue el final de la 4ª etapa de la Vuelta a España 2024, partiendo desde Plasencia.